# دوفینه
دوفینه (به فرانسوی: Dauphiné) یکی از استان‌های تاریخی فرانسه در جنوب این کشور است.